# Flughafen El Trompillo

i7
i11
i13
Der Flughafen El Trompillo (IATA-Code: SRZ, ICAO-Code: SLET) ist der ältere und innenstadtnähere der beiden Flughäfen von Santa Cruz de la Sierra, der größten Stadt Boliviens.

## Geschichte und Nutzung
Der Flughafen wurde 1920 unter dem Namen „Capitán Horacio Vásquez“ als erster Flughafen der Stadt Santa Cruz gegründet. Während des Chaco-Kriegs wurde die Start- und Landebahn auf 800 m verlängert. 1965 wurde er in Aeropuerto El Trompillo umbenannt. Als in den 1970er Jahren der Bedarf für eine Vergrößerung des Flughafens bestand, dieser aber nicht mehr erweitert werden konnte, weil die Stadt um ihn herumgewachsen war, wurde 15 km nördlich der Stadt der neue Flughafen Viru Viru gebaut, der El Trompillo im Jahr 1984 ablöste. Trotzdem wurden und werden immer noch einige wenige Flüge nach El Trompillo angeboten, allerdings mit sinkender Tendenz – im Jahr 2015 war nur noch die inzwischen aufgelöste zu den bolivianischen Luftstreitkräften gehörende Airline TAM – Transporte Aéreo Militar aktiv.
Außerdem wird der Flughafen militärisch genutzt.

## Zwischenfälle
- Am 15. September 1966 verunglückte eine Curtiss C-46A-45-CU Commando, die privat auf Robert Vasquez zugelassen war (Luftfahrzeugkennzeichen CP-786), nahe dem Flughafen Santa Cruz-El Trompillo. Nähere Einzelheiten sind derzeit nicht verfügbar. Das Flugzeug wurde irreparabel beschädigt. Über Personenschäden liegen keine Informationen vor.[2]

- Am 13. Oktober 1976 hob eine Boeing 707-131F (N730JP) der US-amerikanischen Jet Power, geleast durch Lloyd Aéreo Boliviano, vom Flughafen Santa Cruz-El Trompillo zu einem Frachtflug nach Miami ab. Nach einem außergewöhnlich langen Startlauf hob die Maschine am Ende der Startbahn nur langsam ab, streifte Bäume und Hausdächer, stürzte auf ein Spielfeld und fing Feuer. Bei dem Unfall starben die dreiköpfige Besatzung sowie 88 Personen am Boden, weitere 78 wurden schwer verletzt. Die Unfalluntersuchungen wurden dadurch erschwert, dass der Flugdatenschreiber defekt war. Die Unfallursache war, dass die für einen sicheren Start notwendige Beschleunigung nicht erreicht wurde; ein beitragender Faktor war Übermüdung der Besatzung (siehe auch Flugunfall einer Boeing 707 in Santa Cruz).[3]

- Am 19. Mai 1987 verunglückte eine de Havilland Canada DHC-6-300 Twin Otter der bolivianischen Yacimientos Petroliferos Fiscales Bolivianos – YPFB (CP-1018) beim Anflug auf den Flughafen Santa Cruz-El Trompillo in schlechtem Wetter. Von den 16 Insassen kamen 14 ums Leben, die drei Besatzungsmitglieder und 11 Passagiere.[4]